# Liste des évêques de Kolda
La liste des évêques de Kolda établit dans l'ordre chronologique la liste des titulaires du siège épiscopal du diocèse de Kolda (Dioecesis Koldaensis), au Sénégal.
Le diocèse de Kolda est créé le 22 décembre 1999, par division du diocèse de Ziguinchor.

## Évêques
- depuis le 22 décembre 1999 : Jean-Pierre Bassène

## Sources
- L'Annuaire pontifical, sur le site catholic-hierarchy.org, à la page sur le diocèse.